# Escut d'Olesa de Bonesvalls
L'escut oficial d'Olesa de Bonesvalls té el següent blasonament:
Escut caironat: d'or, una vall de sinople acompanyada d'una petxina de gules. Per timbre una corona mural de poble.

## Història
Va ser aprovat el 29 de gener de 1990 i publicat al DOGC el 14 de febrer del mateix any amb el número 1255.
La petxina és un dels atributs de sant Joan Baptista, el patró del poble. La vall de sota és un senyal parlant al·lusiu al nom de Bonesvalls.